# Joshua Zirkzee
Joshua Orobosa Zirkzee (sinh ngày 22 tháng 5 năm 2001) là một cầu thủ bóng đá chuyên nghiệp người Hà Lan hiện đang thi đấu ở vị trí tiền đạo cho câu lạc bộ Premier League Manchester United và đội tuyển bóng đá quốc gia Hà Lan.

## Sự nghiệp câu lạc bộ

### Đầu sự nghiệp
Sinh ra ở Schiedam với mẹ là người Nigeria và cha là người Hà Lan, Zirkzee bắt đầu sự nghiệp bóng đá của mình khi mới 5 tuổi ở câu lạc bộ VV Hekelingen sau khi gia đình chuyển đến Spijkenisse. Sau khi gây ấn tượng từ rất sớm, anh chuyển đến đội trẻ của Spartaan '20 vào năm 2010, nơi anh thi đấu cùng với anh họ của mình, Nelson Amadin. Sau đó, anh rời ADO Den Haag vào năm 2013, trước khi gia nhập học viện đào tạo trẻ Feyenoord vào năm 2016. Một năm sau, Zirkzee rời học viện Feyenoord ở quê hương Hà Lan để gia nhập đội trẻ của Bayern Munich.

### Bayern Munich
Vào ngày 1 tháng 3 năm 2019, Zirkzee đã lập một cú hat-trick trong trận ra mắt cho Bayern Munich II. Chỉ một ngày sau, anh ghi bàn thắng ấn định chiến thắng cho đội U-19 khi họ đánh bại 1. FC Nürnberg với tỷ số 2–1. Zirkzee ra mắt chuyên nghiệp ở 3. Liga cho Bayern Munich II vào ngày 20 tháng 7 năm 2019, vào sân thay người ở phút thứ 74 cho Oliver Batista Meier trong trận đấu trên sân khách gặp Würzburger Kickers.
Vào ngày 11 tháng 12 năm 2019, Zirkzee ra mắt cho đội một trước Tottenham Hotspur trong trận đấu cuối cùng ở vòng bảng của UEFA Champions League. Sau đó, anh ra mắt tại giải Bundesliga vào ngày 18 tháng 12, vào sân thay người ở phút 90 trong trận đấu gặp Freiburg khi tỷ số đang là 1–1; anh đã ghi bàn thắng quý hơn vàng cho đội bóng, nâng tỷ số lên 2–1, để rồi Serge Gnabry ấn định chiến thắng 3–1 cho đội nhà. Hai ngày sau, anh lại vào sân từ băng ghế dự bị ở những phút cuối cùng của trận đấu và ghi bàn thắng mở tỷ số trong chiến thắng 2-0 trước Wolfsburg. Vào ngày 13 tháng 6 năm 2020, Zirkzee ghi bàn mở tỷ số trong chiến thắng 2-1 của Bayern Munich trước Borussia Mönchengladbach. Anh đã kết thúc mùa giải đầu tiên của mình với một cú ăn 3.

#### Cho mượn tại Parma
Vào ngày 31 tháng 1 năm 2021, Zirkzee chuyển đến Parma theo dạng cho mượn. Thỏa thuận bao gồm một tùy chọn để mua. Vào ngày 2 tháng 4 năm 2021, anh ấy bị chấn thương dây chằng chéo sợi và sự cho mượn của anh bị giới hạn trong 4 lần ra sân, tất cả đều là vào sân từ ghế dự bị.

#### Cho mượn tại Anderlecht
Vào ngày 3 tháng 8 năm 2021, Anderlecht thông báo việc ký hợp đồng với Zirkzee theo dạng cho mượn kéo dài một mùa giải từ Bayern Munich.

### Bologna
Ngày 30 tháng 8 năm 2022, Zirkzee chuyển tới câu lạc bộ Bologna tại Serie A. Ngày 16 tháng 10, anh có bàn thắng đầu tiên cho câu lạc bộ, ghi bàn mở tỷ số trong trận thua 2–3 trước Napoli. Trong mùa giải thứ 2 của huấn luyện viên Thiago Motta, khi ghi được 8 bàn thắng sau 16 trận trong nửa đầu chiến dịch 2023–24, điều đó khiến Zirkzee được thu hút sự quan tâm chuyển nhượng từ một số câu lạc bộ hàng đầu Châu Âu, trong đó đội bóng cũ của anh, Bayern Munich vẫn được cắt giảm 40% bất kỳ khoản phí chuyển nhượng nào có thể xảy ra.  Sau mùa giải 2023–24 kết thúc, anh với tư cách là cầu thủ ghi nhiều bàn thắng nhất cho Bologna, ghi 11 bàn thắng và 5 pha kiến tạo, giúp Bologna giành vé tham dự Champions League.

### Manchester United
Vào ngày 14 tháng 7 năm 2024, câu lạc bộ Premier League Manchester United thông báo rằng họ đã ký hợp đồng có thời hạn 5 năm với Zirkzee.
Anh có trận đấu đầu tiên ra mắt United vào ngày 16 tháng 8 năm 2024, khi vào sân ở phút thứ 61 trong trận đấu khai màn Ngoại hạng Anh mùa bóng 2024-2025, và ghi bàn thắng duy nhất giúp United thắng 1-0 ở phút thứ 81. Bàn thắng này cũng giúp cho Zirkzee nhận giải thưởng cầu thủ xuất sắc nhất trận đấu từ ban tổ chức, và từ chính người hâm mộ United.
Ngày 1 tháng 12, anh ghi hai bàn giúp Manchester United ẩn định chiến thắng 4–0 trước Everton, đồng thời là chiến thắng đầu tiên của đội bóng dưới thời huấn luyện viên mới Ruben Amorim tại vòng đấu Premier League.
Ngày 12 tháng 1 năm 2025, Zirkzee ghi bàn thắng ẩn định vào lưới Arsenal ở vòng 3 Cúp FA khi Manchester United thi đấu với 10 người đánh bại ở loạt sút luân lưu với tỷ số 5–3 sau khi hòa 1–1 trong hiệp phụ.
Ngày 2 tháng 3 năm 2025, Zirkzee thực hiện quả đá phạt đền không thành công trước Fulham ở vòng 5 FA Cup sau trận hòa 1–1 hiệp phụ, điều đó khiến nhà đuơng kim vô địch Manchester United bị loại khi để thua loạt sút luân lưu 3–4. Trong trận đấu tiếp theo vào ngày 6 tháng 3, anh có bàn thắng đấu tiên ở đấu trường Châu Âu, ghi bàn mở tỷ số cho United trước Real Sociedad trước khi bị cầm hòa 1–1 chúng cuộc.

## Sự nghiệp quốc tế
Sinh ra tại Hà Lan với bố là người Hà Lan và mẹ là người Nigeria, Zirkzee là cầu thủ trẻ của Hà Lan.
Zirkzee đã đại diện cho đội tuyển quốc gia Hà Lan tham dự Euro 2024 ở Đức.

## Thống kê sự nghiệp

### Câu lạc bộ
Tính đến 11 tháng 5 năm 2024
| Câu lạc bộ          | Mùa giải            | Giải đấu            | Giải đấu | Giải đấu | Cúp quốc gia | Cúp quốc gia | Châu Âu | Châu Âu | Khác | Khác | Tổng cộng | Tổng cộng |
| Câu lạc bộ          | Mùa giải            | Hạng                | Trận     | Bàn      | Trận         | Bàn          | Trận    | Bàn     | Trận | Bàn  | Trận      | Bàn       |
| ------------------- | ------------------- | ------------------- | -------- | -------- | ------------ | ------------ | ------- | ------- | ---- | ---- | --------- | --------- |
| Bayern Munich II    | 2018–19             | Regionalliga Bayern | 12       | 4        | —            | —            | —       | —       | —    | —    | 12        | 4         |
| Bayern Munich II    | 2019–20             | 3. Liga             | 16       | 2        | —            | —            | —       | —       | —    | —    | 16        | 2         |
| Bayern Munich II    | 2020–21             | 3. Liga             | 4        | 0        | —            | —            | —       | —       | —    | —    | 4         | 0         |
| Bayern Munich II    | Tổng cộng           | Tổng cộng           | 32       | 6        | —            | —            | —       | —       | —    | —    | 32        | 6         |
| Bayern Munich       | 2019–20             | Bundesliga          | 9        | 4        | 2            | 0            | 1       | 0       | 0    | 0    | 12        | 4         |
| Bayern Munich       | 2020–21             | Bundesliga          | 3        | 0        | 0            | 0            | 1       | 0       | 1    | 0    | 5         | 0         |
| Bayern Munich       | Tổng cộng           | Tổng cộng           | 12       | 4        | 2            | 0            | 2       | 0       | 1    | 0    | 17        | 4         |
| Parma (mượn)        | 2020–21             | Serie A             | 4        | 0        | —            | —            | —       | —       | —    | —    | 4         | 0         |
| Anderlecht (mượn)   | 2021–22             | Jupiler Pro League  | 38       | 16       | 6            | 2            | 3       | 0       | —    | —    | 47        | 18        |
| Bologna             | 2022–23             | Serie A             | 19       | 2        | 2            | 0            | —       | —       | —    | —    | 21        | 2         |
| Bologna             | 2023–24             | Serie A             | 34       | 11       | 3            | 1            | —       | —       | —    | —    | 37        | 12        |
| Bologna             | Tổng cộng           | Tổng cộng           | 53       | 13       | 5            | 1            | 0       | 0       | 0    | 0    | 58        | 14        |
| Tổng cộng sự nghiệp | Tổng cộng sự nghiệp | Tổng cộng sự nghiệp | 139      | 39       | 13           | 3            | 5       | 0       | 1    | 0    | 158       | 42        |

1. ↑  Bao gồm Cúp bóng đá Đức, Cúp bóng đá Bỉ và Coppa Italia
2. 1 2  Số lần ra sân tại UEFA Champions League
3. ↑  Ra sân tại DFL-Supercup
4. ↑  Số lần ra sân tại UEFA Europa Conference League

### Quốc tế
Tính đến 10 tháng 7 năm 2024
| Đội tuyển quốc gia | Năm       | Trận | Bàn |
| ------------------ | --------- | ---- | --- |
| Hà Lan             | 2024      | 2    | 0   |
| Tổng cộng          | Tổng cộng | 2    | 0   |

## Danh hiệu
Bayern Munich II
- Regionalliga Bayern: 2018–19
- Premier League International Cup: 2018–19[39]

Bayern Munich
- Bundesliga: 2019–20[41]
- DFB-Pokal: 2019–20[42]
- DFL-Supercup: 2020,[43] 2022[44]
- UEFA Champions League: 2019–20[45]
- UEFA Super Cup: 2020[46]